# Streptochaeteae
Streptochaeteae é uma tribo da subfamília Bambusoideae (*) ou Anomochlooideae (**).

## Classificação das Streptochaeteae

### *Referência:DELTA: L.Watson e M.J.Dallwitz
| Subfamília   | Tribo           | Gêneros       |
| ------------ | --------------- | ------------- |
| Bambusoideae | Streptochaeteae | Streptochaeta |

### **Referência:GRIN Taxonomy for Plants USDA
| Subfamília      | Tribo           | Gêneros       |
| --------------- | --------------- | ------------- |
| Anomochlooideae | Streptochaeteae | Streptochaeta |

### **Referência:Taxonomy Browser NCBI
| Subfamília      | Tribo           | Gêneros       |
| --------------- | --------------- | ------------- |
| Anomochlooideae | Streptochaeteae | Streptochaeta |